# Scotopteryx plurimelineata
Scotopteryx plurimelineata är en fjärilsart som beskrevs av Otto Staudinger 1922. Scotopteryx plurimelineata ingår i släktet backmätare, och familjen mätare. Inga underarter finns listade.